# Benoît Prot
Pour les articles homonymes, voir Prot.
Benoît Prot, né le 11 septembre 1950 à Neuilly-sur-Seine, est un collectionneur et entrepreneur français.
Il est le cofondateur de L’Étudiant et l'un des plus importants collectionneur de journaux français.

## Biographie

### Famille et formation
Benoît Prot est né le 11 septembre 1950 à Neuilly-sur-Seine du mariage de Daniel Prot et de Jacqueline Révy.
Après des études à l'institution Sainte-Croix de Neuilly, il obtient une maîtrise de droit et il est diplômé en 1973 de l'École supérieure de commerce de Paris (ESCP).

### Créateur de journaux
Benoît Prot fonde le journal Terminal, le journal des lycéens et participe à la création de L’Étudiant en 1972 avec René Silvestre et Guy Pessiot, deux anciens de l’École supérieure de commerce de Rouen. René Silvestre est directeur de la publication, Guy Pessiot est le premier rédacteur en chef, suivi de Benoît Prot. En décembre 1990, René Silvestre alors président détient 51 % des parts de L’Étudiant et Benoît Prot alors directeur-général, 40 %.
Le 12 novembre 1998, les deux associés décident de vendre L’Étudiant au groupe Havas, devenu Vivendi Universal Publishing en 1999.

### Collectionneur de journaux
Benoît Prot est un collectionneur passionné qui arpente depuis plus de trente ans les librairies de livres anciens et les salles de ventes aux enchères. En 2013,  sa collection compte plus de 30 000 exemplaires de journaux, dont 5 000 numéros 1 parus de 1631 à nos jours.
Cette collection recouvre quatre siècles d'histoire de la presse française, depuis le tout premier journal, La Gazette de Théophraste Renaudot en 1631, jusqu'aux publications les plus récentes. Elle pourrait être l'une des plus importantes collections privées de journaux français dans le monde, surpassant par son étendue nombre de collections déjà importantes,.

### Activité associative et aide aux « vrais » entrepreneurs
De 1998 à 2000, Benoît Prot préside ESCP Europe Alumni, l'association des anciens élèves de l'ESCP. En 2011, il est co-président du groupe Entrepreneurs de cette association : la mission du groupe entrepreneurs est de promouvoir l'entrepreneuriat au sein de l'école, des communautés d'étudiants et d'anciens ESCP Europe et au-delà; et de soutenir les porteurs de projets de création ou de reprise d'entreprise.
Depuis son départ de L’Étudiant en 2001, il aide en tant que business angel des entreprises dirigées par de « vrais » entrepreneurs dans des secteurs très variés comme Agregator, Oboulo.com, Numilog.com, Previsite, etc.
En mai 2003, il crée la maison d'édition Dabecom qui publie la collection Les 100 plus belles images en partenariat avec des entreprises : par exemple Les 100 plus belles images de Pierrot (avec Cointreau).

## Publications
Benoît Prot est l'auteur de plusieurs ouvrages :
- avec les photos de Grégory Bricout, Trésors de presse, Paris, La Martinière, 2013, 248 p. (ISBN 978-2-7324-5600-3)« Ce très beau livre constitue un vibrant hommage pour cette géniale invention par laquelle l'histoire humaine tente depuis le XVIIe siècle de se dire au jour le jour, de manière imparfaite, partiale, intéressée, mais toujours indispensable »[18] et « L'auteur a recensé depuis 1956 pas moins de 26 tentatives de lancement en France de quotidiens nationaux, dont un seul est encore en vie, Libération. Certains ont eu une existence éphémère, de deux jours (Charlie Matin) à quelques semaines (Le Temps de la Finance, pâle plagiat du Financial Times), d'autres ont tenu jusqu'à 22 ans (Le Quotidien de Paris) voire 25 ans (La Tribune) »[19].
- Journaux de poilus, Paris, Prisma, 2018, 248 p. (ISBN 978-2-7324-5600-3)« Benoît Prot a pris le parti de reproduire nombre de pages de ces journaux, les plus illustrées, en les accompagnant d’une sélection de textes les plus emblématiques, les plus forts, les plus poignants.[…] Un bel ouvrage indéniablement »[20].
- 1914-18/1939-45/ Journaux de guerre, Prisma, 2019
- L'Histoire de France racontée par la presse, Prisma, 2020
- L'Âge d'or de la caricature (1814-1914), Prisma, 2021

## Pour approfondir